# Drottninggatan
Drottninggatan er en central gade i det centrale Stockholm, med mange butikker, barer og restauranter. Gaden starter ved broen Riksbron i bydelen Norrmalm ved Gamla stan og strækker sig 1.5 km frem til krydset ved Observatoriegatan og Observatorielunden i nord. Drottninggatan er fra Tegnérgatan og sydpå lukket for trafik og er omdannet til en gågade.
Drottninggatan har i dag stadig den samme retning og bredde, som da den blev bygget i midten af 1600-tallet. Gaden hører sammen med Regeringsgatan og Götgatan til de tre historiske ind- og udgange til Stockholm.

## Historie
Før byplanlægningen i 1600-tallet var Drottninggatan hovedvejen fra Gustav Adolfs torg, forbi Klara Kirke og ud af byen mod nord. I Anders Torstenssons retvinklede lokalplan fra 1636 fik den navnet Stoore Konnunungzgatan, og 3 år senere blev den omdøbt til Drotningegathon som en hyldest til den 12-årige Kristina af Sverige.
Den 10. december 2010 skete to terror-relaterede bombeeksplosioner i sidergaderne til Drottningatan.
Den formodede selvmordsbomber døde som den eneste.